# August Engels
August Engels (* 25. Juni 1797 in Barmen (heute Stadtteil von Wuppertal); † 26. April 1874 ebenda) war ein deutscher Textilfabrikant und Politiker.

## Familie
Er war der Sohn des Johann Caspar II. Engels (1753–1821) und der Luise Friederike Noot (1762–1822). Er war der Onkel des Philosophen Friedrich Engels (1820–1895), des Sohns seines älteren Bruders, des Fabrikanten Friedrich Engels (1796–1860).
Engels heiratete am 17. August 1820 in Barmen Katharina Christina Louise Krebs (1801–1871), die Tochter des Kaufmanns Friedrich Krebs (1768–1819) und der Sara Katharina Heilenbeck (1770–1825). Das Ehepaar hatte die beiden Kinder Ida und August. Ida heiratete den späteren Fabrikanten Albert Molineus (1814–1889), Sohn des Barmer Fabrikanten Wilhelm Johann II. Molineus (1768–1841). August heiratete Maria Elisabeth Wichelhaus, die Tochter des königlich preußischen Kommerzienrats Friedrich Wichelhaus, Bankier und Teilhaber der Firma „Wichelhaus & Sohn“ in Elberfeld.

## Leben
Engels besuchte zunächst die Brucher-Schule, später die Stadtschule in Barmen. Im Jahr 1818 diente er als Einjährig-Freiwilliger bei der schweren Artillerie in Köln. Anschließend wurde er Teilhaber – bis 1849 mit seinem älteren Bruder Caspar –  der väterlichen Textilfabrik „Caspar Engels & Söhne“ in Barmen. Ab 1820 bewohnte er nach dem Tod seines Onkels Benjamin (1751–1820) in Barmen dessen Haus Engelsgang in der Engelsstraße 6. Im Jahr 1854 wurde er zum königlich preußischen Kommerzienrat ernannt.
In den Jahren 1833 bis 1834 war er Stadtrat in Barmen, seit 1860 mit kurzen Unterbrechungen Beigeordneter, im Jahr 1872 letztmals dazu gewählt. Etwa von 1840 bis 1860 war er Kreistagsabgeordneter. Ab 1850 war er stellvertretender Abgeordneter zum Provinziallandtag. In den Jahren 1851 bis 1854 war er Abgeordneter zur Ersten Kammer Preußens. Im Jahr 1860 wurde er zum Mitglied des preußischen Herrenhauses berufen mit Eintritt am 10./14. Januar 1861.
Engels war Direktionsmitglied der Bergisch-Märkischen Eisenbahn-Gesellschaft seit deren Bestehen. 15 Jahre lang war er Mitglied der Handelskammer, sechs Jahre lang Handelsrichter. Er war Mitbegründer der niederrheinischen Musikfeste.
Seit 1822 war Engels Presbyter oder Repräsentant, in den Jahren 1827, 1839 und 1851 deren Kirchmeister. Weiter war er Mitbegründer des Barmer Verschönerungsvereins.

## Orden und Ehrenzeichen
- Roter Adlerorden 4. Klasse (1859)
- Preußische Krönungsmedaille am Band (1862)
- Westphälischer Kronenorden 3. Klasse

| Personendaten    | Personendaten                           |
| ---------------- | --------------------------------------- |
| NAME             | Engels, August                          |
| KURZBESCHREIBUNG | deutscher Textilfabrikant und Politiker |
| GEBURTSDATUM     | 25. Juni 1797                           |
| GEBURTSORT       | Barmen                                  |
| STERBEDATUM      | 26. April 1874                          |
| STERBEORT        | Barmen                                  |